# 張瑞芬 (進士)
張瑞芬（1867年—1923年），順天府寶坻縣广林木村人，清朝政治人物，進士出身，官至长清县知县。
光緒十六年，會試中式，但覆試四等，罰停殿試一科。光緒十八年（1892年），補殿試，登二甲112名進士。同年五月，著交吏部掣签分发各省，以知县即用。官山东长清县知县。
致仕还乡后，将俸禄与养廉银全部捐出，用以修缮宝坻县学和文庙。此事经李鸿章奏表后，光绪帝准奏，并下旨夸奖．在其原七品退休官阶上，赏加六品衔。
致士后其与兄同在村中开办学堂，名为养正子堂，免费教授乡间子弟和辅导家中子侄读书。
兄张瑞芳，光绪十六年（1890年）庚寅科會試同榜中式，成進士，曾任大清银行陕西总办。